# Placas de identificação de veículos no Vaticano

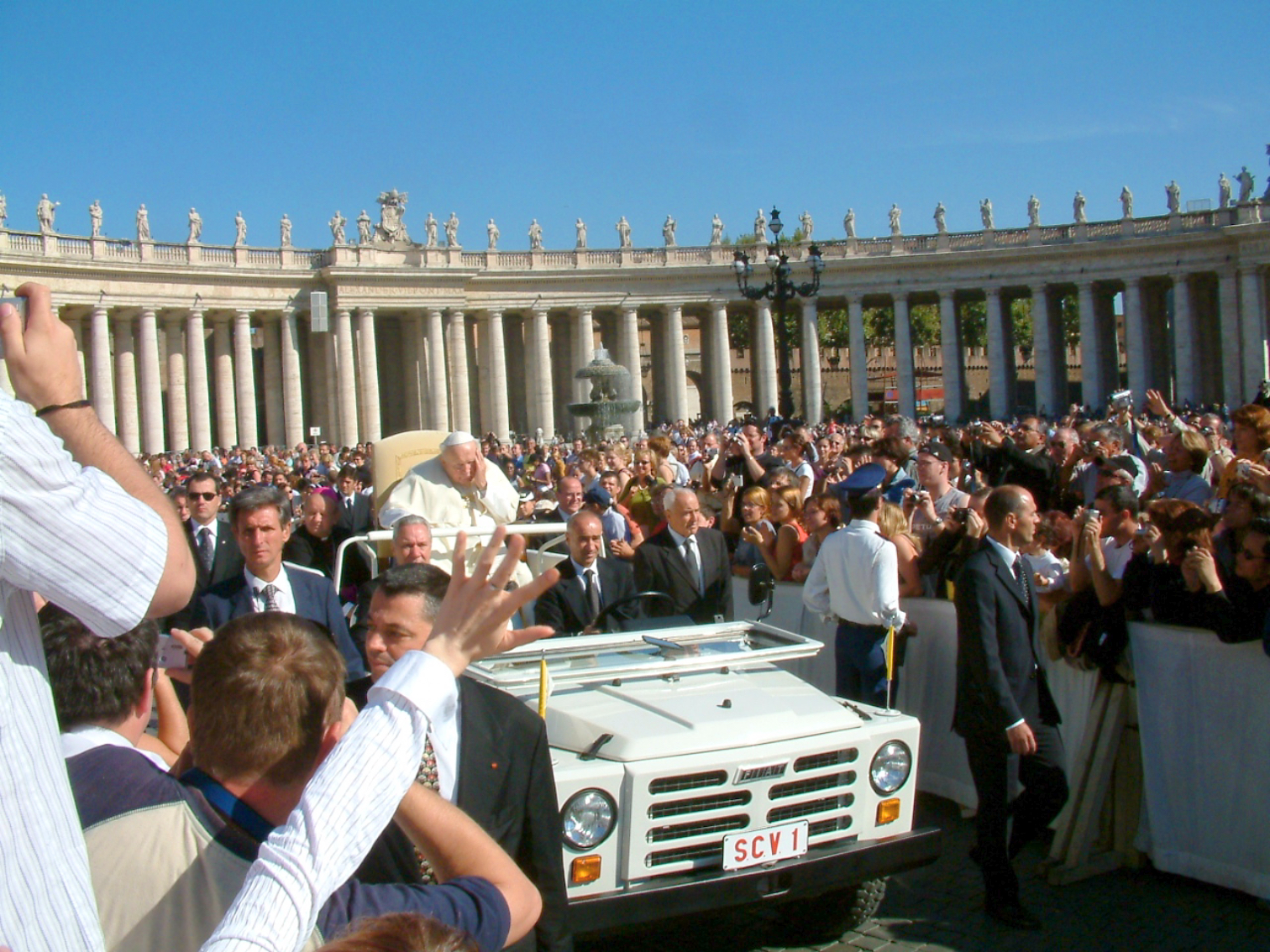
O papa João Paulo II circulando na Praça de São Pedro em um papamóvel ostentando a matrícula SCV 1 (2004).

As placas de identificação de veículos do Vaticano distinguem a finalidade dos veículos pelas letras iniciais e pela cor dos caracteres: os veículos oficiais, pertencentes à Santa Sé e seus departamentos, usam as iniciais SCV seguidas por uma sequência numérica, enquanto os veículos particulares de cidadãos do Vaticano, que, com autorização das autoridades italianas, podem registrar seus veículos no Vaticano usam as iniciais CV. O veículo para uso do chefe de Estado, o papa, também conhecido como papamóvel ostenta o registro SCV 1 com caracteres vermelhos, enquanto os demais veículos também utilizados pelo papa e pelo governo também ostentam a inscrição SCV com caracteres vermelhos. O código de registro nacional do Vaticano é V.

## Categorização

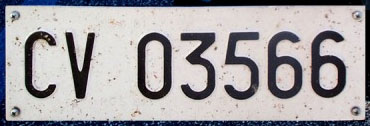
Placa frontal de veículo particular

| Particular    |  | CV significa Civitatis Vaticanae ("Cidade do Vaticano"), com caracteres pretos                                    |
| Governamental |  | SCV significa Status Civitatis Vaticanae ("Estado da Cidade do Vaticano"), com caracteres alfanuméricos vermelhos |
| Oficial       |  | Idêntico ao governamental, mas com caracteres pretos                                                              |